# SHINHWA GRAND TOUR "The Classic"
《SHINHWA GRAND TOUR 'The Classic'》은 그룹 신화의 11집 콘서트이다. 이 콘서트는 본격적인 음반 발매와 활동에 앞서, 데뷔 15주년 기념 콘서트를 개최한 바 있으며 이후 큐시트를 대폭 수정하여 아시아 5개국 투어를 성황리에 마무리하였다.

## 개요
2013년 3월, 신화는 정규 11집 발표에 앞서 가졌던 15주년 콘서트에서 같은해 8월, 같은 장소에서 앙코르 콘서트를 개최할 것을 선언하였고, 정규 11집 This Love의 활동을 마치고 홍콩을 시작으로 아시아투어에 나섰다.  그리고 동년 6월 12일 아시아투어의 마지막을 장식할 한국에서의 콘서트의 예매가 인터파크를 통해 실시되었다. 2013년 8월 3일과 4일 정규 11집 발표에 발맞춰 다시금 열린 서울에서의 앙코르 콘서트를 통해 정규 11집 활동의 마지막을 장식하였고, 총 10회 공연을 통해 10만명의 관객을 동원하였다.

## 투어 일정
| 일정            | 도시 | 국가     | 장소                           | 관객 동원     |
| --------------- | ---- | -------- | ------------------------------ | ------------- |
| 2013년 6월 8일  | 홍콩 | 홍콩     | 아시아 월드 아레나             | 15,000명      |
| 2013년 6월 22일 | 상해 | 중국     | 메르세데스 벤츠 아레나         | 15,000명      |
| 2013년 7월 6일  | 대북 | 대만     | NK 101                         | 통산 10,000명 |
| 2013년 7월 7일  | 대북 | 대만     | NK 101                         | 통산 10,000명 |
| 2013년 7월 13일 | 동경 | 일본     | 마쿠하리 멧세 이벤트 홀        | 통산 20,000명 |
| 2013년 7월 14일 | 동경 | 일본     | 마쿠하리 멧세 이벤트 홀        | 통산 20,000명 |
| 2013년 7월 15일 | 동경 | 일본     | 마쿠하리 멧세 이벤트 홀        | 통산 20,000명 |
| 2013년 7월 20일 | 북경 | 중국     | 마스터 카드 센터               | 12,000명      |
| 2013년 8월 3일  | 서울 | 대한민국 | 올림픽체조경기장(GRAND FINALE) | 통산 27,000명 |
| 2013년 8월 4일  | 서울 | 대한민국 | 올림픽체조경기장(GRAND FINALE) | 통산 27,000명 |

## 세트 리스트
- Opening VCR -
- Only One
- Your Man

- Ment -
- 천일유혼 (Sharing Forever)
- Hey, Come On!

- VCR #2 -
- 아는 남자 (Be Your Man)
- New Me

- Ment -
- How Do I Say_Rock & Roll Ver.
- 사랑 노래 (Love Song)
- Stay
- 으쌰! 으쌰!

- VCR #3 -
- T.O.P (Twinkling Of Paradise)
- Perfect Man
- Shooting Star_Rearranged

- Ment -
- Hurts
- On The Road
- 그래
- Once In A Lifetime

- VCR #4 -
- This Love
- Venus

- Ment -
- Brand New

- Encore -
- I Pray 4 U
- RUN

- Band & Dancer Introduction -
- Yo! (악동보고서)

- Ending-

- Opening VCR -
- Venus
- Hero

- Ment -
- Only One
- Shooting Star_Rearranged

- VCR #2 -
- Hurts
- 아는 남자 (Be Your Man)
- New Me

- Ment -
- I Gave You
- I Pray 4 U
- Stay
- 붉은 노을 + 천생연분

- VCR #3 -
- Last Train Home + Voyage
- Let It Go
- Red Carpet_Rearranged

- Ment -
- Hey, Come On!
- Brand New

- VCR #4 -
- This Love
- Scarface

- Ment -
- Breathin'
- On The Road

- Encore -
- 사랑 노래 (Love Song)
- 으쌰! 으쌰!

- Band & Dancer Introduction -
- Yo! (악동보고서)

- Double Encore (4일 한정) -
- Oh!

- Ending-

## 제작
- 주최/주관 : CJ E&M
- 후원 : 신화컴퍼니, 인터파크

## 관련 디스코그래피

### DVD
| 종류 | DVD 정보                                                                 |
| ---- | ------------------------------------------------------------------------ |
| DVD  | SHINHWA 2013 GRAND FINALE 《The Classic》 DVD - 발매일 : 2014년 9월 23일 |